# プロスチェヨフ - ホルニツェ線
プロスチェヨフ～ホルニツェ線（チェコ語: Železniční trať Prostějov–Chornice）は、チェコ国鉄の鉄道線の名称である。路線番号は306。2019年以前の路線番号は271であった。
1889年、モラヴァ西部鉄道によって開業した。途中、ヅベルで系統が分かれている。ヅベル以北は017号線のページにて記載し、本頁ではヅベル以南のみ詳述する。

## 運行形態
全て各駅停車で、2時間に1本の運行。プロスチェヨフでは、301号線と接続する便としない便がある。休日のみ、1往復が017号線のホルニツェまで直通する。
2017年以前は、017号線に直通していなかった。2019年以前は、片道2本に限り、301号線に乗り入れるヅベル発オロモウツ行の便があった。2018-20年度は、休日のみ2往復が017号線に直通していた。2024年度以前は、平日1～2時間に1本、休日2～3時間に1本の運行であった。

## 駅一覧
以下では、チェコ国鉄306号線の駅と営業キロ、停車列車、接続路線などを一覧表で示す。なお、全て各駅停車である。
ヅベル以北は017号線を参照。
| 路線名 | 駅名                                 | 駅間営業キロ | 累計営業キロ | 接続路線                                | 所在地       | 所在地           |
| ------ | ------------------------------------ | ------------ | ------------ | --------------------------------------- | ------------ | ---------------- |
| 306    | プロスチェヨフ本駅                   | -            | 0.0          | 301号線（シュンペルク方面、ブルノ方面） | オロモウツ県 | プロスチェヨフ郡 |
| 306    | プロスチェヨフ地方駅                 | 2.0          | 2.0          |                                         | オロモウツ県 | プロスチェヨフ郡 |
| 306    | コステレツ・ナ・ハネー駅             | 4.7          | 6.7          | 309号線（チェルヴェンカ方面）           | オロモウツ県 | プロスチェヨフ郡 |
| 306    | ルトチーン駅                         | 2.8          | 9.5          |                                         | オロモウツ県 | プロスチェヨフ郡 |
| 306    | ズヂェチーン・ウ・プロスチェヨヴァ駅 | 3.5          | 13.0         |                                         | オロモウツ県 | プロスチェヨフ郡 |
| 306    | プテニー駅                           | 3.1          | 16.1         |                                         | オロモウツ県 | プロスチェヨフ郡 |
| 306    | ストラジスコ駅                       | 2.7          | 18.8         |                                         | オロモウツ県 | プロスチェヨフ郡 |
| 306    | チュニーン駅                         | 2.8          | 21.6         |                                         | オロモウツ県 | プロスチェヨフ郡 |
| 306    | クルジェメネツ駅                     | 1.2          | 22.8         |                                         | オロモウツ県 | プロスチェヨフ郡 |
| 306    | コニツェ駅                           | 2.8          | 25.6         |                                         | オロモウツ県 | プロスチェヨフ郡 |
| 306    | イェセネツ駅                         | 2.4          | 28.0         |                                         | オロモウツ県 | プロスチェヨフ郡 |
| 306    | ヅベル駅                             | 1.2          | 29.2         | 017号線                                 | オロモウツ県 | プロスチェヨフ郡 |